# Сравнение (риторика)
Сравне́ние — троп, в котором происходит уподобление одного предмета или явления другому по какому-либо общему для них признаку. Цель сравнения — выявить в объекте сравнения новые, важные, преимущественные для субъекта высказывания свойства.
В сравнении выделяют: сравниваемый предмет (объект сравнения), предмет, с которым происходит сопоставление (средство сравнения), и их общий признак (основание сравнения, сравнительный признак, tertium comparationis). Одной из отличительных черт сравнения является упоминание об обоих сравниваемых предметах, при этом общий признак упоминается далеко не всегда. Сравнение следует отличать от метафоры.
Сравнения характерны для фольклора.

## Виды сравнения
Виды сравнений:
- Сравнения в виде сравнительного оборота, образованного при помощи союзов как, будто, словно, точно: «Мужик глуп, как свинья, а хитёр, как чёрт».
- Бессоюзные сравнения — в виде предложения с составным именным сказуемым: «Мой дом — моя крепость».
- Сравнения, образованные при помощи существительного в творительном падеже: «он ходит гоголем».
- Отрицающие сравнения: «Попытка не пытка».